# Home Hill
Home Hill es un pueblo australiano. Este pueblo es gemelo de Ayr y está ubicado a 95 kilómetros al sur de Townsville, dentro del estado de Queensland en Australia.
- Datos: Q2272457
- Multimedia: Home Hill, Queensland / Q2272457

1. ↑  Worldpostalcodes.org, código postal n.º 4806.